# منظمة مصارعة محترفة

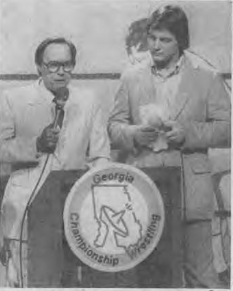
جوردون سولي ورودي بايبر، حوالي عام 1982

منظمة مصارعة محترفة أو اتحاد مصارعة محترفة هو شركة أو عمل تجاري تقدم بانتظام عروض تتضمن مصارعة محترفة. يصف دور «المنظمة» أيضًا الإدارة والإعلان والخدمات اللوجستية لإدارة حدث المصارعة (انظر المروج). ضمن اتفاقية العرض، فإن الشركة هي هيئة إدارة رياضية تفرض عقوبات على مباريات المصارعة وتعطي السلطة للبطولات وهي مسؤولة عن الحفاظ على الأقسام وتصنيفاتها. في الحقيقة، تعمل الشركة كفرقة مسرحية متنقلة، فضلًا عن كونها هيئة ترويج للأحداث الخاصة بها.
أبرز العروض الترويجية في الولايات المتحدة هي وورلد ريسلينغ إنترتاينمت (دبليو دبليو إي) وآول إليت ريسلينغ (إيه إي دبليو) وإمباكت ريسلينغ ورينغ أوف هونر (آر أو إتش) ومايجور ليغ ريسلينغ (إم إل دبليو) وتحالف المصارعة الوطني (إن دبليو إيه). أكبر عروض لوتشا لايبريه المكسيكية هي كونسيخو مونديال دي لوتشا ليبري (سي إم إل إل) ولوتشا ليبري تربل إيه ورلد وايد (إيه إيه إيه). وأخيرًا، فإن أفضل منظمات البوروريسو في اليابان هي نيو جابان برو ريسلينغ (إن جاي بي دبليو) وآول جابان برو ريسلينغ (آيه جاي بي دبليو) وسايبرفايت ودراغون غايت ووورلد وندر رينغ ستاردوم (ستاردوم). 
بالإضافة إلى ذلك، هناك منظمات مستقلة أو أقالسم أصغر حول العالم. في حين أن المنظمات الرئيسية لديها قائمة من المواهب بموجب عقود معهم، فقد تستخدم هذه الترقيات الأصغر مجموعة من العمال المتعاقدين والوكلاء الأحرار.

## البنية
معظم المنظمات قائمة بذاتها، ومنظمة حول بطولة واحدة أو أكثر ولا تعترف أو قد تعترف بشرعية ألقاب العروض الترويجية الأخرى ما لم تشترك في اتفاقية عمل. تعمل الهيئات الحاكمة، مثل سايبرفايت، ويونايتد ريسلينغ نيتورك، ودبليو دبليو أن لايف، وآلايد إندبيندينت ريسلينغ فيدرايشانز، وبرو ريسلينغ إنترناشونال، وسابقًا، تحالف المصارعة الوطني، كمنظمة جامعة تحكم الألقاب المشتركة بين العديد من المنظمات الأخرى. خلال الخمسينيات من القرن الماضي، أشرف تحالف المصارعة الوطني على العديد من مناطق المصارعة مثل ميد-أتلانتك ريسلينغ وإن دبليو إيه سان فرانسيسكو، في نموذج أعمال يُعرف باسم «نظام الإقليم».